# Устинова Наталія Андріївна
Устинова Наталія Андріївна (22 грудня 1944) — радянська плавчиня.
Учасниця Олімпійських Ігор 1964, 1968 років.
Чемпіонка Європи з водних видів спорту 1966 року.